# 350
Cette page concerne l'année 350  du calendrier julien. Pour l'année 350 av. J.-C., voir 350 av. J.-C. Pour le nombre 350, voir 350 (nombre). Pour l'avion, voir Airbus A350.
L'année 350 est une année commune qui commence un lundi.

## Événements

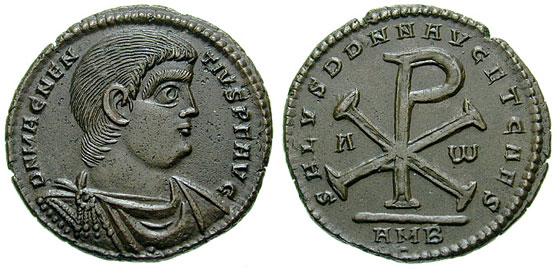
18 janvier : Magnence

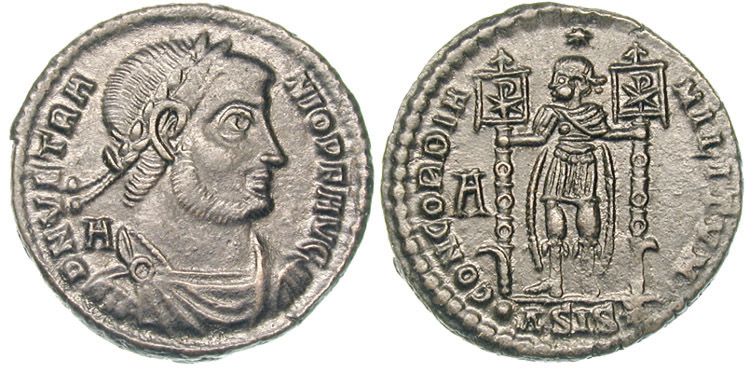
: Vetranio

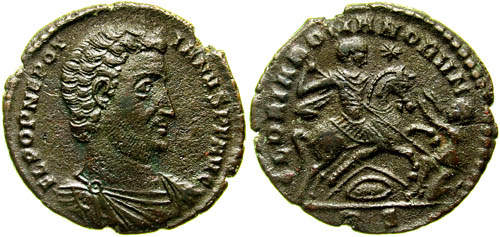
3 juin : Népotien

- 18 janvier : Magnence, officier d’origine franque par sa mère, proclamé empereur à Augustodunum (Autun), soulève une partie de l’armée et renverse l'empereur Constant Ier. Il prend le contrôle de la partie occidentale de l'Empire romain. Constant doit prendre la fuite et est assassiné[1] à Elne, au pied des Pyrénées[2].
- 27 février : Fabius Titianus, rallié à Magnence, devient Préfet de Rome[3]..
- 1er mars-25 décembre : usurpation de Vetranio à Mursa[4].

- Printemps : Constance II est à Édesse[5].

- Été[5] : nouvel échec de Shapur II devant Nisibe. Paix entre la Perse et Rome[2]. Constance II, qui était à Antioche, visite Nisibe après la levée du siège[5].

- 3 juin : usurpation de Népotien à Rome pendant 28 jours. Il est le fils d'Eutropia l'une des sœurs de Jules Constance[1].

- 30 juin[4] : Népotien est battu et tué par Marcellinus, agent de Magnence[1].

- Automne : Constance II part d'Antioche pour l'Occident ; il transite par Héraclée de Thrace, où il reçoit une ambassade de Magnence et de Vetranio. Il refuse de négocier. Puis il se rend à Serdica[5].

- 25 décembre : Constance II obtient l'abdication de Vetranio à Naissus[5].

- Les Perses reprennent l'Arménie à Rome. Tigrane VII (Diran) est pris en otage, aveuglé et emprisonné par le roi de Perse Shapur II. Son fils Arsace II (Arshak) est placé sur le trône d'Arménie après une révolte contre l'occupant perse[6].

- Hilaire devient évêque de Poitiers (v.350-368)[7].
- Cyrille devient évêque de Jérusalem[8].

## Décès en 350
- 27 février : Constant Ier, empereur romain associé.

- Maxime, évêque de Jérusalem

- Flavius Philagrius, préfet d'Égypte entre 337 et 340, sympathisant notoire des Ariens et ennemi acharné du Patriarche Athanase d'Alexandrie